# Riverside State Park
Der Riverside State Park ist ein öffentliches Erholungsgebiet, etwa 9 mi (14 km) nordwestlich von Spokane in Nine Mile Falls im US-Bundesstaat Washington. Er ist Washingtons zweitgrößter State Park, der etwa 11.162 Acres (45 km²) entlang des Spokane River und des Little Spokane River bedeckt. Der Park wird von der Washington State Parks and Recreation Commission unterhalten.

## Geschichte
Gründung und Erweiterung des Parks wurde mit mehreren Landschenkungen 1933 und 1934 ermöglicht. Er wurde durch Angehörige des Civilian Conservation Corps (CCC) eingerichtet. Die Auswirkungen der Arbeiten des CCC können an der „Bowl and Pitcher“ genannten Fläche beobachtet werden: eine Hängebrücke, geschützte Rastplätze, Toiletten, das Gebäude der Parkverwaltung, Büros und ein Souvenir-Shop. Die Arbeiter des CCC schufen auch die Felswälle und einen Großteil des Aubrey White Parkway, die Toiletten am Centennial Trail nahe dem Carlson Trailhead sowie mehrere Wanderwege im Park.

## Ausstattung
Zu den Teilflächen des Parks gehören das „Bowl and Pitcher“, das Nine Mile Recreation Area, das Little Spokane River Natural Area, der 600 Acres (ca. 240 ha) große Park für geländegängige Fahrzeuge, der mit Reitwegen ausgestattete Bereich und ein Teil des 37 mi (60 km) langen Spokane River Centennial Trail. Das Spokane House Interpretive Center bietet Ausstellungen über die Spokane, die frühen weißen Siedler, Pelzjäger und -händler, die militärische Geschichte des Gebietes und das Spokane House, den nahegelegenen ehemaligen Pelz-Handelsposten.

## Tourismus
Der Park bietet Möglichkeiten zum Camping, Angeln, Schwimmen, Picknicken, Boot-, Kanu- und Kajakfahren, zur Vogel- und Wildtierbeobachtung, zum ATV-Fahren, Reiten, Radfahren, Wandern und Klettern. Die Campingplätze liegen im „Bowl and Pitcher“, im Nine Mile Recreation Area sowie am Lake Spokane.

## Weitere Quellen
- Marge Mueller: Washington State Parks: A Complete Guide. The Mountaineers Books, 2004, ISBN 0-89886-893-9..